# 南京市 (中華民國)
32°01′N 118°47′E / 32.017°N 118.783°E
南京市，通稱南京（郵政式拼音：Nanking），簡稱「京」。其曾是國民政府駐地，行憲後為中華民國政府遷臺前的駐地，即中華民國國都。同時也作為中華民國在中國大陸所設立的12個院轄市之一。
1911年，辛亥革命爆發，清朝灭亡，12月29日，孫中山在南京被選為臨時大總統，1912年1月1日臨時政府成立，定南京為首都。同年2月清帝溥儀退位後，袁世凱將首都遷往北京（位於順天府，後改京兆地方），南京降格為江寧縣。1927年4月，南京國民政府成立，再還都南京，並定名南京特別市，1930年改名為南京市。
抗戰期間，1937年南京被日軍攻佔，之後發生南京大屠殺。1945年抗战勝利後，中央政府從陪都重慶遷回南京，1947年在國民大會堂通過了中華民國憲法。1949年4月京滬杭戰役，中国人民解放軍攻占南京，中華民國政府遷臺，遷臺後國府仍不放棄中國大陸主權，仍長期視南京為法理上的首都。2002年起，教科書不再標注南京為首都:5。

## 歷史沿革

### 民國肇建

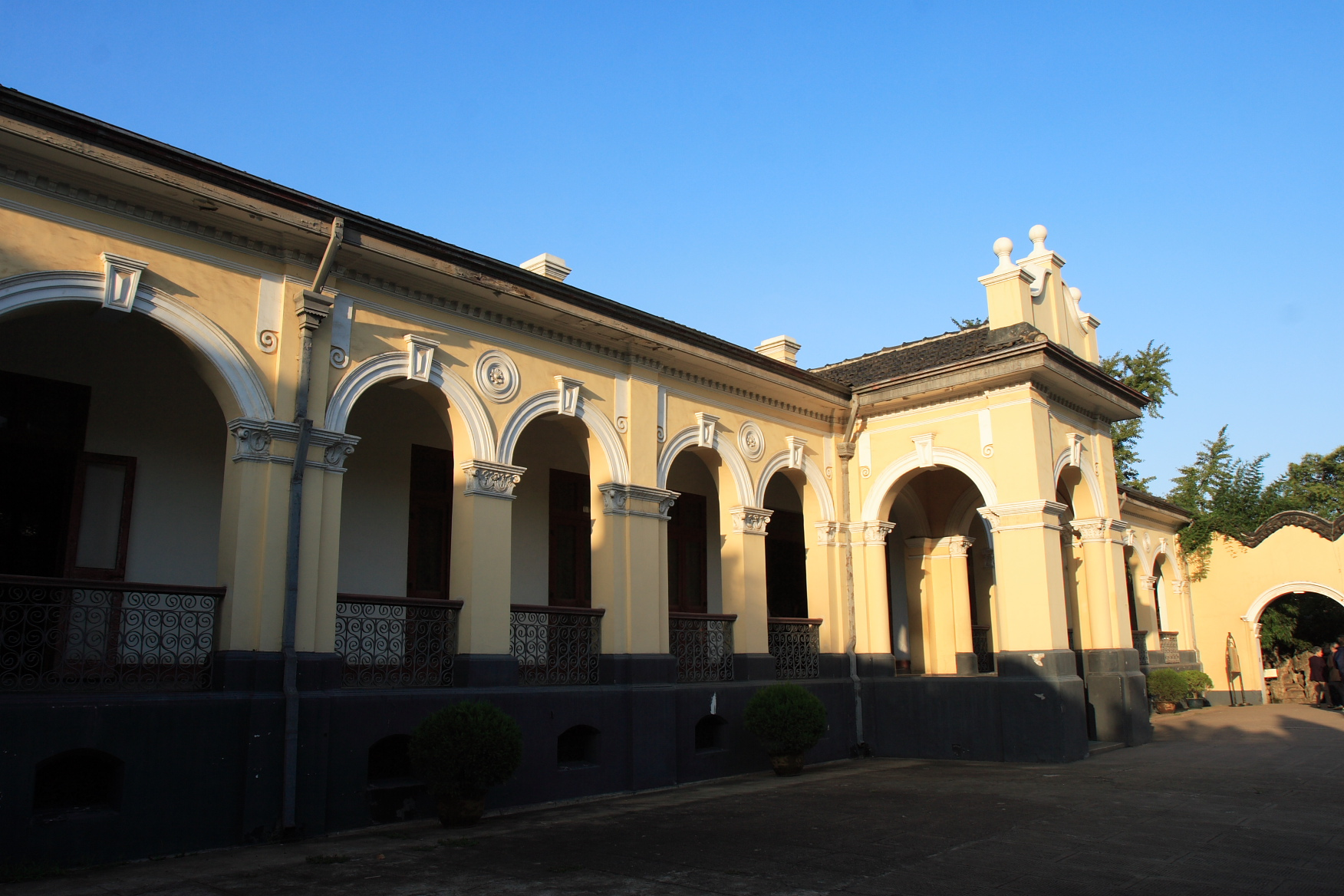
民國元年（1912年）中華民國臨時大總統孫中山辦公室

宣統三年（1911年）爆發辛亥革命，動搖滿清的統治。同年12月2日，江浙聯軍攻破清廷東南重鎮江寧府，使東南數省連成一片，形成與北方清廷分庭抗禮的局面。12月29日，起義的17省代表在江寧府選舉孫中山為臨時大總統，國號為中華民國。
民國元年（1912年）1月1日，中華民國臨時政府在南京成立，孫中山就任臨時大總統，遂改江寧府為南京府，定為中華民國首都。
民國元年（1912年）2月，溥儀在北京宣佈退位；孫中山在南京辭去臨時大總統一職，由袁世凱繼任。為防止袁世凱擴權，臨時參議院制定《中華民國臨時約法》以為規範。不久袁世凱將民國首都遷往北京，南京府改制為江寧縣。

### 軍閥混戰
北洋軍閥混戰期間，江寧縣（南京）曾為軍閥孫傳芳的大本營，成為號令華東諸省的中心。民國15年（1926年）冬，國民革命軍北伐擊敗孫傳芳部隊。民國16年（1927年）3月24日，北伐軍節節勝利，但進入南京後，發生影響深遠的南京排外事件，成為國共分裂的重要前奏之一。

### 定都南京
民國16年（1927年）4月18日，國民政府在南京成立，定南京市為首都，成立南京市政廳。5月25日，國民政府任命劉紀文為南京特別市市長。6月6日，國民政府公佈《南京特別市暫行條例》，共6章、34條。因為國民政府所在地之特別行政區域，故定名為南京特別市。
民國18年（1929年）6月1日安葬孫中山於中山陵。民國19年（1930年）更改為院轄市（直轄市）。
民國18年（1929年）至二十六年（1937年）間，南京進行大規模的首都建設，奠定南京現代城市發展的良好基礎。民國18年（1929年），國民政府為了迎接由北京至南京奉安的孫中山靈柩，趁勢在南京進行建設，包括在長江口修建新碼頭（中山碼頭），並將移靈經過的道路進行拓寬與鋪設柏油，形成今天的中山北路、中山路、中山東路，並大量種植法國梧桐樹綠化市容。此後數年間，南京陸續建成中正路（今中山南路）、太平路、白下路、漢中路、中華路、雨花路、山西路、國府路、熱河路、珠江路、莫愁路、昇州路、上海路、廣州路及頤和路一帶住宅區道路，形成南京的近代幹道系統。到了中國抗日戰爭前夕，南京市人口增加到100萬以上，是當時中國的六大城市之一。

### 日據時期

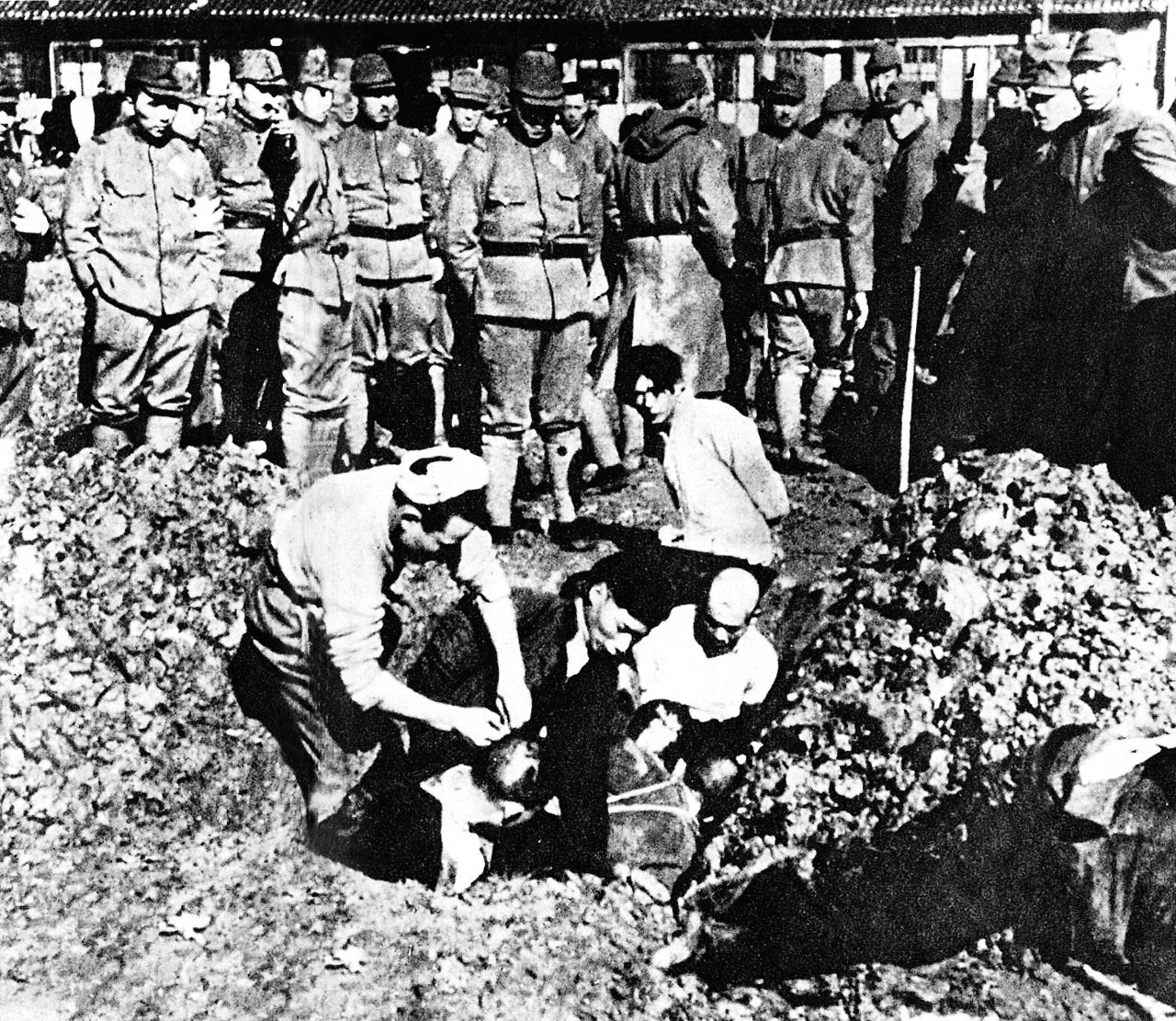
1937年南京大屠殺中，日軍強硬將中國平民押進坑中準備集體活埋。

民國26年（1937年）8月中旬，南京下游300公里的上海爆發淞滬會戰，南京開始遭到日軍空襲轟炸，市容與城市建設受到嚴重破壞。11月，上海淪陷，國民政府和在京的學校、工廠等陸續西遷。中國軍隊在上海進行了三個多月的激烈抵抗，之後日軍第10軍在杭州灣登陸，中國軍隊全線撤退。南京作為中華民國首都，國民政府在軍事和外交壓力下，決定短期固守，由唐生智負責組織防禦。
日軍在南京會戰中採取快速推進策略，各部隊在途中實施搶劫、屠殺和平民暴行。這種暴行在南京陷落後達到頂峰，造成南京大屠殺。儘管中國軍隊部署約10萬兵力守城，仍無法抵擋日軍猛烈進攻。12月12日，日軍突破中華門，中國守軍開始大規模撤退，唐生智與司令部乘船逃離，許多士兵則被困城中。
12月13日，南京完全陷落，日軍在城中大肆屠殺和劫掠，平民和士兵均未能倖免。南京安全區國際委員會的西方人士盡力保護難民，但仍無法阻止日軍的暴行。南京大屠殺期間十幾萬中國人被屠殺，成為抗戰期間最慘烈的一幕。
之後，日軍將南京做為扶植傀儡政權的根據地。民國29年（1940年），汪兆銘在南京成立「中華民國國民政府」。

### 戰後

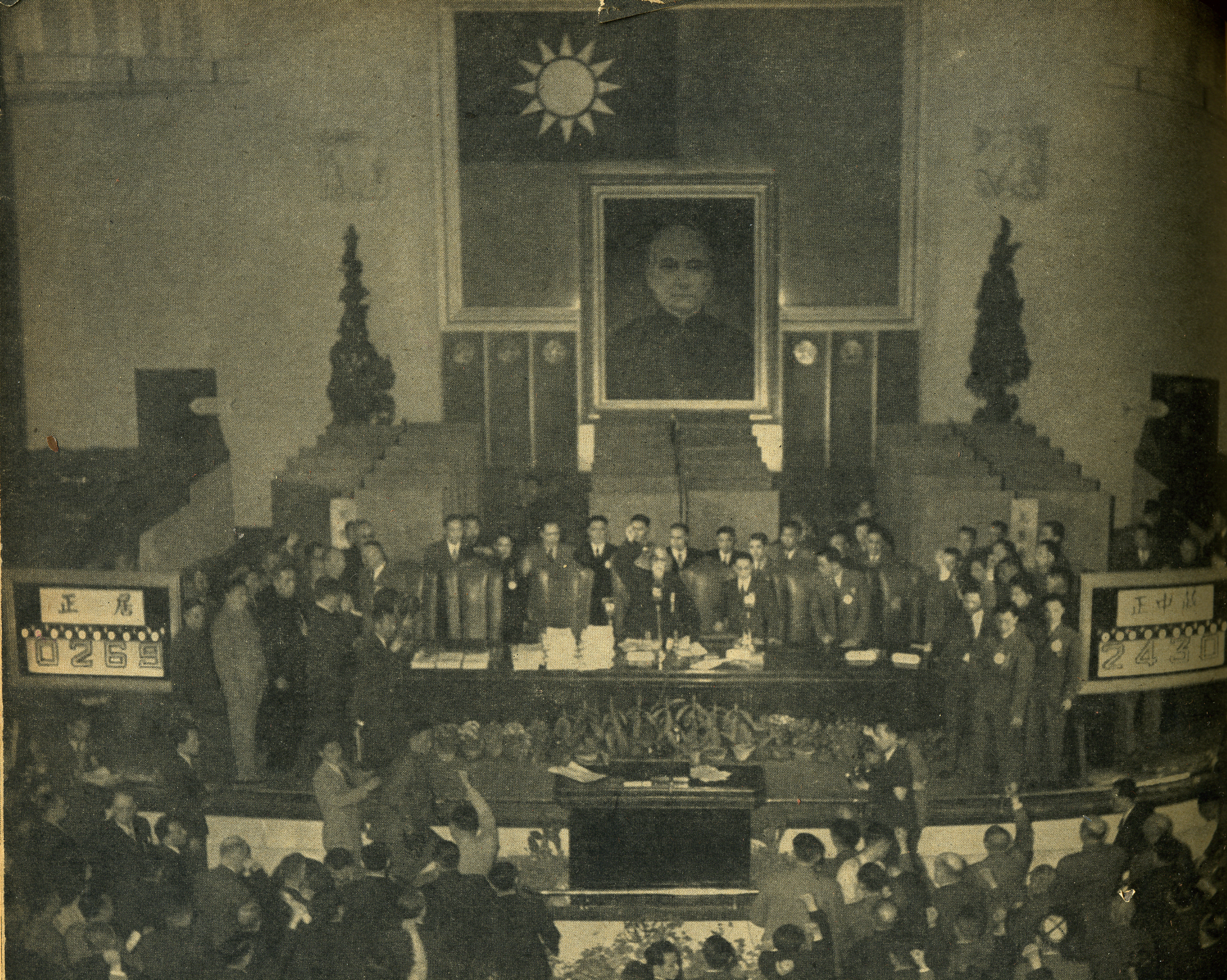
民國37年（1948年）的中華民國總統選舉，於南京市國民大會堂。

民國34年（1945年）8月，日本戰敗投降。9月9日，中國政府代表何應欽作為中國戰區代表在南京接受侵華日軍的無條件投降。民國35年（1946年）5月5日，國民政府從重慶還都南京。由於不久之後國共內戰全面爆發，國府已無充足的財政在這一時期的南京大規模的建設活動，南京不復抗戰前的盛況榮景。
同年11月，制憲國民大會在國民大會堂召開，原本憲法草案定國都為南京，但審查會及第一讀會決定改為北平。經大會主席團代表蔣中正出面說明，主張國都地點，不必定於憲法，始將第一讀會通過的「國都定於北平」一條予以刪除。12月25日，中華民國憲法三讀通過，民國36年（1947年）1月1日公佈，同年12月25日正式實行。自此，南京失去中華民國法定國都的地位，但在當時其仍是中華民國實際上的行政中心。
民國36年（1947年）11月21日至23日依憲法規定舉行第一屆中華民國國民大會代表選舉，民國37年（1948年）1月21日至23日則舉行第一屆中華民國立法委員選舉；同年3月29日於南京報到召開行憲後的國民大會，4月在南京選舉出蔣中正為第一屆總統，李宗仁為第一屆副總統，5月20日在南京總統府舉行就職典禮。1月間選出的立法委員則於5月8日自行集會於南京國民大會堂，並於5月18日正式開議。
《中華民國憲法》施行後，國民政府改組為中華民國政府，首都則續設於南京。民國37年（1948年）底，第二次國共內戰情況對國民黨趨於不利的態勢，國軍、解放軍在徐州附近一帶進行的徐蚌會戰，國軍損失將近60萬大軍，解放軍攻佔長江長江中、下游以北的廣大地區。國軍在華東、中原戰場上的主要兵力喪失殆盡，首都南京及金融中心上海處於解放軍的直接威脅之下。民國38年（1949年）1月，國府行政院及各單位開始遷往廣州，僅總統府仍留守南京。4月20日，解放军发起渡江战役；21日，解放军渡過長江，最终在4月23日占领南京市。中華民國政府南遷廣州，後又遷重慶、成都，最後遷抵臺北，国府遷臺後，仍長期在官方出版的地圖及教科書上將南京市記為首都。自2002年起，則不再將南京市標記為首都迄今:5。對中華民國首都的認定，詳見中華民國首都。
中國共產黨建立中華人民共和國後，南京成為由中央人民政府直轄的中央直轄市。1952年11月15日，中央人民政府決定以苏南行政区、苏北行政区复设江苏省，南京市作為江蘇省省會，南京市因此由直轄市改為省轄市。

## 行政區劃
民國元年（1912年），南京臨時政府廢上元縣、江寧縣，置南京府。民國二年（1913年），撤南京府，以舊上元、江寧二縣復置江寧縣。
民國16年（1927年）4月南京建市之初，暫定以明南京城外郭內及浦口地區為市區範圍，面積約157平方公里。6月國民政府公佈《南京特別市暫行條例》第四條規定「本市區域暫以南京城廂內外及浦口之原有區域為南京特別市行政範圍。其區域之分別，由市政府呈請中央政府核定之。」。但江蘇省政府反對市區擴大，爭持不讓。8月22日，國民政府修訂《暫行條例》第四條，規定：「本市區域暫以江寧縣原有區域行政範圍，以原有之江寧縣屬之。」8月25日，市政府接收江寧縣。國民黨江寧縣黨部及各民眾團體聯合反對，隨後又作改變。10月17日，國民政府再次修訂《暫行條例》第四條，規定：「本市區域暫以南京城廂內外原有區域及八卦洲為南京特別市行政範圍。」此次變更後的市區，範圍局促，江寧縣政府也未能遷出城區，「於建設上及行政權限上滯礙殊多」。
民國16年（1927年），析江寧縣城區置南京特別市。
民國17年（1928年）3月15日、16日，南京國民政府各相關部局、江蘇省政府、南京特別市政府在南京共同商討相關問題，在有關行政區劃分方面，達成共識，以城廂內外原有區域及八卦洲為其區域，西南大勝關、江心洲，東北烏龍山一帶劃入南京特別市；省、市疆界應由省、市政府代表及內政部代表組成劃界委員會，依據所議標準勘定。3月31日，國民政府令飭有關機關遵照辦理。但江蘇省政府一再拖延，並在大勝關、江心洲及烏龍山等地的歸屬問題上激烈爭執，劃界不得不暫時停頓。9月，南京特別市政府曾以市區範圍過小，不利首都建設，向國民政府要求將浦口商埠劃歸市政府管轄，遭到國民政府否決。此後，國民黨中央執行委員會政治會議第164次會議決定廢除江寧縣，將江寧縣全境及浦口商埠全部劃入南京特別市。這一決定遭到江蘇省方面反對。南京國民政府、江蘇省政府、南京特別市政府三方再次協商，決定擴大南京特別市市區，將中山陵及其他有關首都建設的區劃劃入市區，重行由內政部督同省市2政府勘定區域。國民黨中央執行委員會政治會議第168次會議協商結果決定由內政部會同省市2政府勘定市區區域；江寧縣暫緩撤廢，待以後擴充市區時再決定撤廢日期。
民國19年（1930年）國民政府制定新的《市組織法》，上所規定的設區條件，南京市設市有一定困難。民國20年（1931年）3月，實行京市自治，全市劃分為21個自治區，分區籌辦，但進展遲緩。民國22年（1933年）1月，經南京國民政府同意，援照杭州市設區的變通辦法，依原有轄區界整併為8區，分別以序數區名。
民國23年（1934）9月，南京市區域擴大，將原屬江蘇省江寧縣轄地的孝陵衛地區劃歸南京市。市域之四界劃定為：東北起自長江南岸烏龍山，向南到堯化門，再沿明代外郭舊走土城根經仙鶴門、麒麟門，折西南經滄波門、高橋門抵達上坊門，為東界。再沿秦淮河向西，經鐵心橋、西善橋、格子橋，改沿運糧河到江邊，為南界，且於東、南兩邊陸界立界標82座，劃分南京市與江寧縣轄地。從大勝關外入江包括江心洲，以江心與江浦縣分界，折西北以江北浦口商埠原界，亦與江浦縣接壤，為市區西界。再入江包括八卦洲，以江心與六合縣分界，至烏龍山，為市區北界。民國24年（1935年）9月30日，省、市、縣三方代表複勘浦口邊界，南部九袱洲新圩及永生洲福字號、祿字號屬市，北部以二祥溝及復生洲一部分屬市。至此，南京市區得以確定，面積465.95平方公里。在此範圍內，以鍾山全部劃為中山陵園區，東、北兩面以環陵路為界，西面以中山門至太平門城垣為界，南面以京湯公路為界，面積30.58平方公里，直屬國民政府管轄。
民國34年（1945年）12月，根據行政院訓令，江蘇省江寧縣屬湯水鎮、麒麟鄉、東流鄉、古泉鄉劃屬南京市管轄，南京市轄區向東擴大。民國35年（1946年）3月14日，辦理交接。湯水鎮以南界線，於民國36年（1947年）2月28日，議定以青林鄉北部之炮兵學校射擊場公路為市、縣分界。
以後陸續增加市轄區。民國38年（1949年）中華民國政府遷往廣州前，全市劃分為15市轄區：
| 南京市   | 南京市                   | 南京市 |
| 市轄區   | 駐地（2012年10月底）     | 沿革 |
| -------- | ------------------------ | --- |
| 第一區   | 今南京市玄武區廊後街     | 又稱城北東區，中華民國政府所在地。民國二十二年（1933年）設區。以中山路以東，中山門以西，九華山以南，中山東路以北為區域範圍。                       |
| 第二區   | 今南京市江寧區八府       | 又稱城東區。民國二十二年（1933年）設區。以中山南路以東，沿城以西，中山東路以南，光華門、通濟門以北以北為區域範圍。                                 |
| 第三區   | 今南京市秦淮區白鷺洲公園 | 又稱門東區，南京市政府所在地。民國二十二年（1933年）設區。以光華路、鍾阜路以東，東冶路以西，青溪以南，長樂路以北為區域範圍。                       |
| 第四區   | 今南京市秦淮區大百花巷   | 又稱門西區。民國二十二年（1933年）設區。以南鍾阜路以西，長樂路、秦淮河、水西門以南，雨花台以北沿城向西為區域範圍。                                 |
| 第五區   | 今南京市秦淮区倉巷14號   | 又稱城西區。民國二十二年（1933年）設區。以中正路、中山路以西，草場門、漢西門、莫愁湖以東，秦淮河、昇州路以北，漢口路以南為區域範圍。               |
| 第六區   | 今南京市鼓樓區保泰街     | 又稱城北西區。民國二十二年（1933年）設區。以定淮門沿城以東，雞鳴寺、玄武門沿城以西，和平門、鍾阜門、挹江門以南，漢口路以北為區域範圍。             |
| 第七區   | 今南京市鼓楼区靜海寺     | 又稱下關區。民國二十二年（1933年）設區。以下關揚子江心以東，護城河、回龍庵、水關橋以西，和記碼頭以南，三汊河以北為區域範圍。                       |
| 第八區   | 今南京市浦口區泰山街道   | 又稱浦口區。原為江蘇省江浦縣浦口商埠區域，民國二十二年（1933年）劃入設區。以揚子江心以西，九袱洲、鐵路河以東，海關分卡以南，永生洲以北為區域範圍。 |
| 第九區   | 今南京市棲霞區燕子磯街道 | 又稱燕子磯區。民國二十三年（1934）9月劃入江蘇省江寧縣燕子磯鎮設第九區。區域範圍含今孝陵衛街道和玄武湖街道的仙鶴門社區。                            |
| 第十區   | 今南京市玄武區孝陵衛街道 | 又稱孝陵區。民國二十三年（1934）9月劃入江蘇省江寧縣孝陵衛鎮設第十區。因轄境遼闊，民國三十四年（1945年）底析西部置第十一區。                        |
| 第十一區 | 今南京市雨花台區安德門   | 又稱安德門區。第十、原第十一兩區轄境遼闊，東西相距甚遠民國三十四年（1945年）抗戰勝利後，析兩區各一部分設新的第十一區。                             |
| 第十二區 | 今南京市建鄴區上新河     | 又稱上新河區。民國二十三年（1934）9月劃入江蘇省江寧縣上新河鎮設第十一區。民國三十四年（1945年）抗戰勝利後，改稱第十二區。                          |
| 第十三區 | 今南京市江寧區湯山鎮     | 又稱湯山區。民國三十四年（1945年）12月劃入江蘇省江寧縣湯水鎮、麒麟鄉、東流鄉、古泉鄉設第十三區。民國三十七年（1948年）3月成立區公所。              |
| 第十四區 | 今南京市棲霞區八卦洲街道 | 民國三十八年（1949年）1月22日，根據市政會議決定，以江中八卦洲設第十四區。係因中共解放軍大軍陳兵江北匆忙建立。解放軍入京後，於6月撤銷該區。         |
| 第十五區 | 今南京市建鄴區江心洲街道 | 民國三十八年（1949年）1月22日，根據市政會議決定，以江中江心洲設第十五區。係因中共解放軍大軍陳兵江北匆忙建立。解放軍入京後，於6月撤銷該區。         |

1949年5月10日，南京市人民政府成立，為中央直轄市。下設13個區。8月增設1個郊區。10月，南京市的大黃洲、小黃洲劃歸安徽省的和縣管轄。12月，蘇南區的句容、江寧縣，皖南的當塗縣，蘇北的六合縣，皖北的江浦、和縣劃歸南京市領導。1950年1月，南京市由新成立的華東軍政委員會領導。華東局決定將江寧、句容縣仍劃歸蘇南的鎮江專區，六合縣仍劃歸蘇北的揚州專區。當塗、江浦、和縣劃歸安徽省管轄。6月，南京市重新劃區，將13個市區和1個郊區劃為11個市區和1個陵園區。

## 人口
據首都警察廳統計，至民國二十六年（1937）六月，南京市共有戶口20萬160戶，戶籍人口101萬5,450人。
民國三十七年（1948年）國民政府主計處統計局公佈的統計資料，南京市人口為103萬0,572人。
中華民國內政部戶政司於民國七十九年（1990年）臺閩地區戶口及住宅普查報告，臺閩地區籍貫為南京市的人數為2萬5,329人，佔非臺灣省籍269萬4,917人口當中的0.93%。

## 市政府

### 市政結構
民國十六年（1927年）成立南京特別市，市設市長1人，下轄財政、工務等局；6月，設立浦口商埠管理處。民國十七年（1928年）7月，根據新公佈的《特別市組織法》，改為土地、社會等局。民國十九年（1930年）6月27日，根據《市組織法》，改名為南京市，直隸於行政院。民國二十六年（1937年），日軍攻陷南京。民國三十四年（1945年）8月抗戰勝利後恢復其行政管轄區域。民國三十六年（1947年）1月13日，行政院公佈《南京市政府組織規程》，設市長1人、參事2人、下設民政、財政等局。市政府於民國三十八年（1949年）4月下旬隨著國軍撤離而消亡。

### 市政首長
附：督辦浦口商場事宜
- 黃思永（清朝）
- 莊蘊寬（1912年－1912年10月）
- 沈秉堃（1912年10月－1912年）
- 劉恩源（1914年－1916年）
- 馮國璋（1916年－1917年）
- 李純（1917年－1920年）
- 孫多鈺（1920年－1923年）
- 齊燮元（1923年－1924年）
- 吳宗濂（1924年－1925年）
- 陳誾（1925年－1927年）

南京特別市市長（南京市政廳最高首長）
- 劉紀文（1927年5月－6月）

南京特別市市長（南京特別市政府最高首長）
- 劉紀文（1927年6月－8月）
- 何民魂（1927年8月－1928年7月，1927年8月－12月代理）
- 劉紀文（1928年7月－1930年4月）
- 魏道明（1930年4月－6月）

南京市市長（南京市政府最高首長）
- 魏道明（1930年6月－1932年1月）
- 谷正倫（1932年1月－3月，代理）
- 石瑛（1932年3月－1935年3月）
- 馬超俊（1935年3月－1937年12月，南京淪陷）
- 蕭山令（1937年－1937年12月，代理，南京淪陷）
- 馬超俊（1945年8月－1946年11月，南京光復）
- 沈怡（1946年11月－1948年12月）
- 滕傑（1948年12月－1949年，迁居臺灣）

### 引用
1. ↑  . 中華民國國史館.   [2011-01-05]. （原始内容存档于2012-05-30）. 國都必須因應事實需要不斷搬遷：元年3月，遷都北京；16年4月，奠都南京；26年12月，遷都重慶；35年5月，還都南京；38年4月，遷都廣州；38年10月，遷都重慶；38年12月，遷都臺北。
2. 1 2  中華民國中等學校歷史教科書. 1996年出版. 國立編譯館.
3. 1 2  《國民中學社會》第3冊，南一書局，2008年8月
4. ↑  《國民政府公報》寧字第4號，民國16年6月1日，第5頁。
5. ↑  《南京特別市暫行條例》第一條：「本市為中華民國國民政府所在地之特別行政區域，定名為南京特別市。」
6. ↑  笠原十九司（1997年），第23、64-65、116-120页
7. ↑  荊知仁：《中國立憲史》，聯經出版公司，1984年12月，461頁.
8. ↑  《國民政府公報》寧字第5號，民國16年6月11日，第9頁。
9. ↑  《國民政府公報》寧字第12號，民國16年9月30日，第13頁。
10. ↑  《國民政府公報》第2期，民國16年10月，第7頁。
11. ↑  《國民政府公報》第45期，民國17年3月，第32頁。
12. ↑  《國民政府公報》第92期，民國17年9月，第22頁。
13. ↑  《國民政府公報》第31號，民國17年11月30日，第2頁。
14. ↑  《國民政府公報》第53號，民國17年12月27日，第6頁。
15. ↑  《國民政府公報》第1040號，民國22年1月28日，第3頁.
16. ↑  南京地方志 第一卷 政區建置 （页面存档备份，存于）
17. ↑  南京市鄉區保甲戶口統計表及有關文書.南京中國第二歷史檔案館 藏.一二（6）-9071
18. ↑  民國直轄市、省轄市一覽表（出自《行政區劃論壇》）[永久]
19. ↑  行政院戶口普查處編. 中華民國79年臺閩地區戶口及住宅普查報告. 臺北市: 行政院戶口普查處. 1992
20. ↑  《國民政府公報》第507號，民國19年6月28日，第3頁。
21. ↑  《國民政府公報》第2725號，民國36年1月16日，第3頁。

### 來源
- 鄭寶恆. . 湖北教育出版社. 2001. ISBN 9787535126610.
- 傅林祥、鄭寶恒. . 上海: 復旦大學出版社. 2007. ISBN 9787309056044.
- 國史館地理志編纂委員. . 臺北: 中華民國國史館. 民國79年（西元1990年）. ISBN 9579042020 （中文（繁體））.
- 聯合勤務總司令部測量署. . 國防部情報參謀次長室. 1970 （中文（繁體））.

## 外部連結
- 南京地方志